# Deadrin Senat
Deadrin Senat (Naples, 22 luglio 1994) è un giocatore di football americano statunitense che milita nel ruolo di defensive tackle per i Tampa Bay Buccaneers della National Football League (NFL).

## Carriera

### Atlanta Falcons
Al college Senat giocò a football con i South Florida Bulls dal 2014 al 2017. Fu scelto  nel corso del terzo giro (90º assoluto) nel Draft NFL 2018 dagli Atlanta Falcons. Debuttò come professionista subentrando nella gara del primo turno persa contro i Philadelphia Eagles mettendo a segno 3 tackle. La sua stagione da rookie si concluse con 30 tackle in 15 presenze.

### Tampa Bay Buccaneers
Il 21 aprile 2022 Senat firmò con i Tampa Bay Buccaneers.